# NGC 1846
NGC 1846 је расејано звездано јато у сазвежђу Златна риба које се налази на NGC листи објеката дубоког неба.
Деклинација објекта је - 67° 27' 31" а ректасцензија 5h 7m 34,7s. Привидна величина (магнитуда) објекта NGC 1846 износи 11,3 а фотографска магнитуда 12,1. NGC 1846 је још познат и под ознакама ESO 56-SC67.